# Euophrys quadrispinosa
Euophrys quadrispinosa là một loài nhện trong họ Salticidae.
Loài này thuộc chi Euophrys. Euophrys quadrispinosa được George Newbold Lawrence miêu tả năm 1938.